# Кастро, Вероника
Веро́ника Ка́стро (исп. Verónica Castro; род. 19 октября 1952, Мехико) — мексиканская актриса, певица и телеведущая. В России и странах СНГ наиболее известна благодаря главным ролям в сериалах «Богатые тоже плачут» и «Дикая Роза».

## Биография

### Карьера

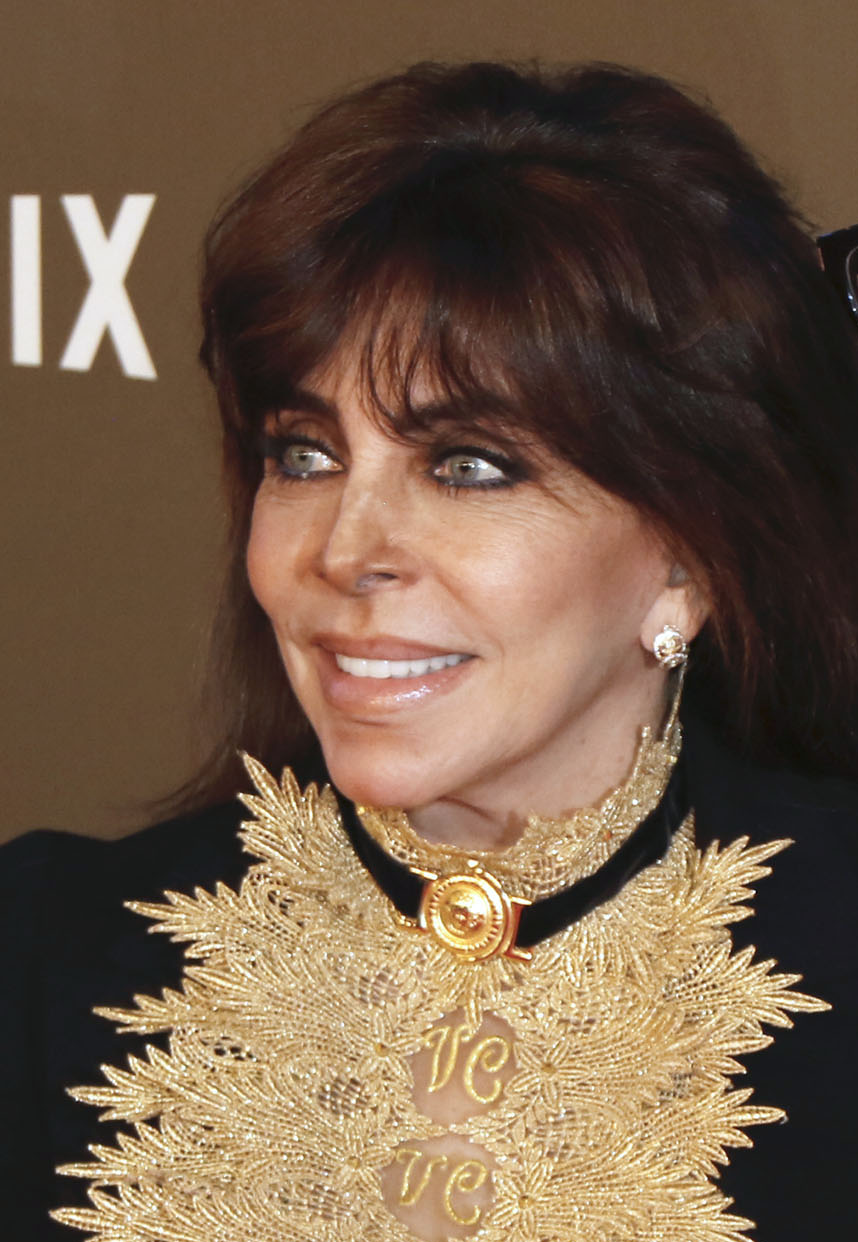
Вероника Кастро

В конце 1960-х годов Вероника Кастро дебютировала в качестве фотомодели. В мексиканском журнале «Caballero» появились её откровенные фотографии. Спустя десятилетие Вероника получила широкую известность, снявшись в телесериале «Богатые тоже плачут». Этот сериал стал успешным в Латинской Америке, Испании, Франции, Италии, России, Украине и ряде других постсоветских государств, в Китае и на Филиппинах. Два года спустя она сыграла главную роль в сериале «Право на рождение».
В 1987 году Вероника снова напомнила о себе всему миру, сыграв главную роль в сериале «Дикая Роза». Основная песня этого сериала, также называющаяся «Rosa salvaje» (с исп. — «дикая роза»), стала её хитом №1.
С 1970-х годов работает на телевидении ведущей различных шоу-программ.
В 1992 году Вероника Кастро впервые посетила Москву по приглашению президента России Бориса Ельцина.
В конце лета 2010 года, Вероника вновь посетила Москву спустя 18 лет со времени своего первого визита, чтобы принять участие в программе «Минута славы» в качестве члена жюри, где она исполнила заглавную песню к теленовелле «Богатые тоже плачут».
Вероника вернулась на экраны лишь в 2018 году, после 20-летней паузы, представ в шоу Netflix «Дом цветов», где она сыграла богатую женщину, владеющую крупным цветочным бизнесом (этот, третий по счету мексиканский сериал стриминг-гиганта уже продлили на второй и третий сезоны).
В октябре 2019 года Вероника Кастро объявила об окончании кинокарьеры, однако в 2022-м вернулась на экраны, сыграв одну из главных ролей в фантастической романтической комедии «Когда я молода».

### Личная жизнь
Не замужем, два сына: известный латиноамериканский певец и композитор Кристиан Кастро (род. 1974) и Мишель Кастро (род. 1981). Является сестрой режиссёра сериалов Хосе Альберто Кастро.

## Работы

### Дискография
- Sensaciones (1978)
- Aprendí a Llorar (1979)
- Norteño (1980)
- Cosas de Amigos (дуэт с Кристианом Кастро) (1981)
- El Malas Mañas (1982)
- Sábado en la Noche Tiki-Tiki (1982)
- Tambien Romantica (1983)
- Hermano Cantare, Cantaras (1985)
- Esa Mujer (1986)
- Simplemente Todo (1986)
- Maxi Disco (El Remix de Macumba) (1986)
- Reina de la Noche (1987)
- Maxi Disco (диско-версия Reina de la Noche) (1988)
- Mamma Mia (1988)
- Viva La Banda (1990)
- Mi Pequeña Soledad (1990)
- Solidaridad (1990)
- Rap de La Movida (1992)
- Romanticas Y Calculadoras (1992)
- Vamonos al Dancing (1993)
- La Mujer del Año (Obra de Teatro) (1995)
- De Colección (1996)
- La Tocada (1997)
- Ave Vagabundo (1999)
- Imágenes (2002)
- Por esa Puerta (2005)

### Фильмография
Телесериалы
- 1971 — У любви — женское лицо / El amor tiene cara de mujer
- 1975 — Нарасхват / Barata de primavera — Карина Лабрада
- 1978 — Пылающие страсти / Pasiones encendidas — Марта
- 1979 — Богатые тоже плачут / Los ricos también lloran — Мариана Вильяреаль
- 1981 — Право на рождение / El derecho de nacer — Мария Элена
- 1982 — Вероника, образ любви / Verónica: El rostro del amor — Вероника
- 1983 — Лицом к лицу / Cara a cara — Лаура
- 1984 — Иоланда Лухан / Yolanda Luján — Иоланда Лухан
- 1986 — Запретная любовь / Amor prohibido — Нора
- 1987 — Дикая роза / Rosa salvaje — Роза Гарсия
- 1990 — Моя маленькая Соледад / Mi pequeña Soledad — Исадора/Соледад
- 1993 — Валентина / Valentina — Валентина Исабель Монтеро / Валентина де лос Анхелес
- 1997 — Ад в маленьком городке / Pueblo chico, infierno grande — Леонарда Руан
- 2006 — Почтовый индекс / Código postal — Беатрис Корона Моралес
- 2007 — Любовь без макияжа / Amor sin maquillaje
- 2008 — Женщины-убийцы  / Mujeres asesinas — Эмма
- 2009 — Успешные сеньориты Перес / Los exitosos Pérez — Роберта Сантос
- 2018 — Дом цветов / La casa de las flores — Вирджиния / Virginia de la Mora

Художественные фильмы
- 1971 — Первый шаг женщины / El primer paso de la mujer
- 1972 — Бесполезная сила / La fuerza inútil
- 1972 — Обманчивое искусство / El arte de engañar — Ребека
- 1972 — Отлучитесь / El ausente — Хулия Бельтран
- 1972 — Сон любви / Un sueño de amor — Каритина Течман
- 1972 — Бикини и рок / Bikinis y rock
- 1973 — Моя официантка / Mi mesera
- 1973 — Женихи и любовники / Novios y amantes
- 1973 — Рождённый заново / Volveré a nacer — Мария
- 1973 — Когда хочу плакать, не плачу / Cuando quiero llorar no lloro'
- 1974 — Затворница / La recogida
- 1975 — Акапулько 12-22 / Acapulco 12-22
- 1975 — Гвадалахара – Мексика / Guadalajara es México
- 1977 — Сельская знать / Nobleza ranchera
- 1980 — Шпана / Navajeros — Тоньи
- 1981 — Джонни Чикано / Johnny Chicano — Дебби Вильямсон
- 1985 — Нана / Naná
- 1986 — Algo muy especial de Veronica Castro
- 1986 — Маленькая, но бойкая / Chiquita pero picosa — Флоринда Бенитес / Флор
- 1987 — Отец и ребёнок / El niño y el Papa — Алисия/Гвадалупе
- 1989 — Отлучитесь / El ausente
- 1990 — Да воздаст ему Господь! / Dios se lo pague
- 2008 — В темноте / En la oscuridad
- 2022 — Когда я стану моложе / Cuando Sea Joven

Продюсер
- 1990 — Моя маленькая Соледад / Mi pequeña Soledad

### Театр
- 1970: Romeo y Julieta
- 1970: Por eso estamos como estamos
- 1971: El juego de jugamos
- 1975: Don Juan Tenorio'
- 1976: Travesuras de media noche
- 1976: Coqueluche
- 1977: La idiota
- 1978: La luna azul
- 1978: 24 horas contigo
- 1979: Trú trú entre tres
- 1980: Chiquita pero picosa
- 1982: Un día con Charlie en Argentina
- 1983: Los amores de Verónica en Argentina
- 1995: La mujer del año,
- 2008: Chiquita pero picosa
- 2016: Aplauso (премьера 17 июня)